# Phococetus
Phococetus vasconum
Genre
Espèce
Synonymes
- Zeuglodon vasconum Delfortrie, 1873

Phococetus est un genre éteint de cétacés de la famille également éteinte des Kekenodontidae. Ce genre n'est représenté que par son espèce type, Phococetus vasconum qui vivait lors de l’Oligocène et qui a été initialement décrite par Eugène Delfortrie (d) sous le protonyme Zeuglodon vasconum.

## Habitat
Les restes fossiles de Phococetus ont été mis au jour en France.

## Publication originale
- P. Gervais, 1876, « Remarques au sujet du genre Phocodon d'Agassiz », Journal de zoologie, vol. 5, p. 64-70 (lire en ligne).